# Fotografia gołębia

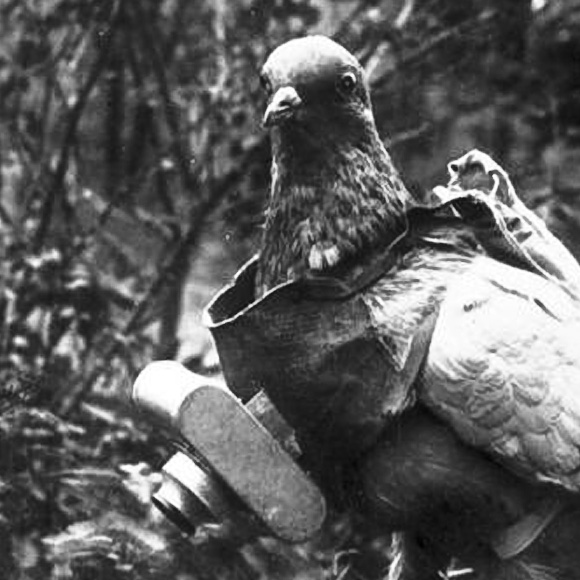
Gołąb z miniaturowym aparatem fotograficznym

Fotografia gołębia – to rodzaj fotografii lotniczej, opracowanej w 1907 roku przez niemieckiego aptekarza Juliusa Neubronnera. Neubronner opracował aparat fotograficzny, który za pomocą specjalnej uprzęży umocowany był do klatki piersiowej gołębia pocztowego.  

## Wynalazek Neubronnera
Julius Neubronner początkowo wykorzystywał gołębie do dostarczania pilnych leków swoim pacjentom (do 75 gramów). Do specjalnie opracowanej przez niego aluminiowej uprzęży przymocował klatkę na medykamenty. Później, aby przyspieszyć dostawy, umieścił swoje gołębie u swojego hurtownika we Frankfurcie. Jeden z gołębi zgubił się podczas lotu we mgle i wrócił dopiero po dwóch tygodniach (dobrze wykarmiony). To wydarzenie zainspirowało Neubronnera do wyposażenia gołębi w aparat fotograficzny w celu śledzenia ich drogi.
Swoje prace nad projektem Neubronner rozpoczął od testów z wykorzystaniem kamery zegarkowej Ticka. Następnie rozpoczął pracę nad własnym miniaturowym aparatem, który mógłby podpiąć do opracowanej wcześniej uprzęży. Pierwsze aparaty miały drewnianą konstrukcję, posiadały opóźniony wyzwalacz i ważyły 30–75 gramów. Waga ta pozwalała gołębiowi na lot do 100 km na wysokości 50–100 metrów.

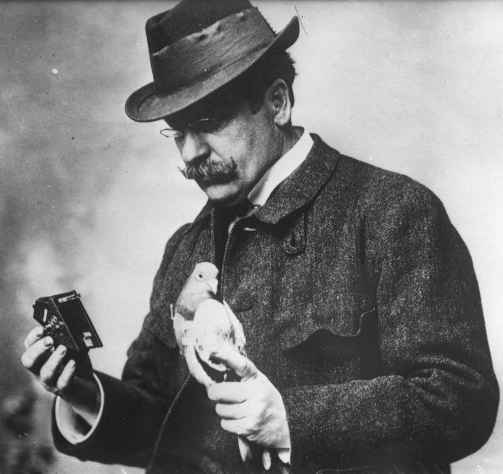
Julius Neubronner (1914)

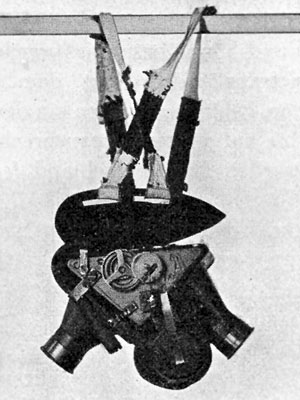
Opatentowany przez Neubronnera aparat wraz z uprzężą

W 1907 roku Neubronner zgłosił swój wynalazek do Cesarskiego Urzędu Patentowego pod nazwą „Metoda i środki do robienia zdjęć krajobrazów z góry”. Pierwotnie został on odrzucony jako niewykonalny. Dopiero po przedstawieniu przez konstruktora uwierzytelnionych zdjęć, wykonanych za pomocą gołębia, patent został przyznany 2 grudnia 1908 roku.
Neubronner przedstawił swój wynalazek w 1909 roku na Międzynarodowej Wystawie Fotograficznej w Dreźnie oraz na Międzynarodowej Wystawie Lotniczej we Frankfurcie. Uczestnicy wystawy w Dreźnie mogli przyglądać się przelotowi gołębi a następnie, na bazie zrobionych zdjęć, zakupić pocztówki.
Fotografie Neubronnera zdobyły nagrody w Dreźnie oraz w latach 1910–11 na drugim i trzecim Międzynarodowym Salonie Lotniczym w Paryżu.

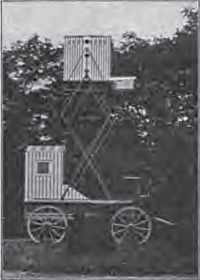
Wóz Neubronnera będący jednocześnie gołębnikiem i ciemnią fotograficzną

Na wystawach w Dreźnie oraz Frankfurcie Neubronner zaprezentował także mały powóz będący zarówno ciemnią fotograficzną jak i mobilnym gołębnikiem. Gołębie hodowane od młodych w takim gołębniku potrafiły do niego wrócić nawet po jego przemieszczeniu.
W 1909 roku Neubronner wydał książkę, w której opisał pięć modeli aparatów fotograficznych:
- „Podwójna kamera” (opisany w patencie) – rejestrujący zdjęcia na szklanej płycie – posiadający dwa obiektywy o ogniskowej 40 mm każdy; skierowane w dwóch kierunkach (do przodu i do tyłu). Posiadający jedną migawkę uruchamianą pneumatycznie.
- Kamera stereoskopowa – aparat podobny do wcześniejszego, ale z obiektywami ustawionymi w tym samym kierunku.
- Model pozwalający zrobienie kilku zdjęć na taśmie filmowej.
- Model posiadający obiektyw zamocowany do mieszka, składanego zaraz po zrobieniu zdjęcia. Pozwalał on na zrobienie zdjęcia 6 x 9 cm przy ogniskowej 85 mm.
- Model, w którym migawka szczelinowa została zamieniona obrotem obiektywu o 180°. Pozwalał rejestrować zdjęcia panoramiczne.

Panoramiczny aparat Neubronnera można oglądać w Niemieckim Muzeum Techniki w Berlinie oraz Deutsches Museum w Monachium.
W 1910 roku Neubronner na bazie modelu panoramicznego opracował aparat Doppel-Sport, pozwalający rejestrować obraz na kliszy 3 x 8 cm. Aparat ten, mimo starań konstruktora, nie wszedł do produkcji seryjnej.
W 1920 roku, w kolejnej publikacji Neubronner opisał jeszcze jeden model – ważący niecałe 40 gramów i pozwalający na wykonanie 12 zdjęć.
Gdy po I wojnie światowej, wojsko straciło zainteresowanie wynalazkami Neubronnera, konstruktor porzucił prace nad kolejnymi modelami zaraz po I wojnie światowej.

## I wojna światowa
Z początkiem wojny, w celach prowadzenia rozpoznania z niedużej wysokości, potencjał zastosowania fotografii gołębiej wydawał się obiecujący – zwłaszcza wraz z opracowaniem mobilnych gołębników gołębi pocztowych. Gołębie były stosunkowo obojętne na eksplozje. Natomiast dużym utrudnieniem było przenoszenie gołębników wynikające z przesuwania się linii frontu – każdorazowo gołębie musiały przyzwyczaić się nowej lokalizacji.

## II wojna światowa
Mimo że gołębie były używanie do celów militarnych w trakcie II wojny światowej, nie jest jasne, w jakim stopniu w fotografii lotniczej. Raport z 1942 donosi, że armia radziecka odkryła porzucone niemieckie ciężarówki z kamerami dla gołębi. Aparaty te potrafiły robić zdjęcia w pięciominutowych odstępach.
W latach 30. XX wieku do pomysłu fotografii gołębiami wrócił szwajcarski zegarmistrz Christian Adrian Michel. W 1031 roku został on w szwajcarskiej armii przydzielony do służby gołębi pocztowych. W 1933 roku rozpoczął prace nad dopasowaniem panoramicznego aparatu Neubronnera do filmu 16 mm oraz rozwinięciem konstrukcji o mechanizm kontrolujący pierwszą i kolejne ekspozycje. Ostatecznie Michal swój aparat, ważący 70 gramów, opatentował w 1937 roku. Jego projekt mógł być pierwszym takim aparatem posiadającym mechanizm zegarowy. Niestety aparat Michala nie doczekał się produkcji seryjnej – żaden z ówczesnych producentów nie był zainteresowany takim aparatem. Powstało około 100 egzemplarzy. 

## Po II wojnie światowej
W 1967 w odcinku „Ptak, który wiedział za dużo” serialu The Avengers zagraniczni szpiedzy wykorzystują gołębie do obfotografowania tajnej siedziby służb brytyjskich. W latach 70. Centralna Agencja Wywiadowcza opracowała model aparatu zasilany bateriami. W latach 80. XX wieku Rolf Oberländer wypuścił niewielką serię wysokiej jakości replik aparatów Doppel-Sport.

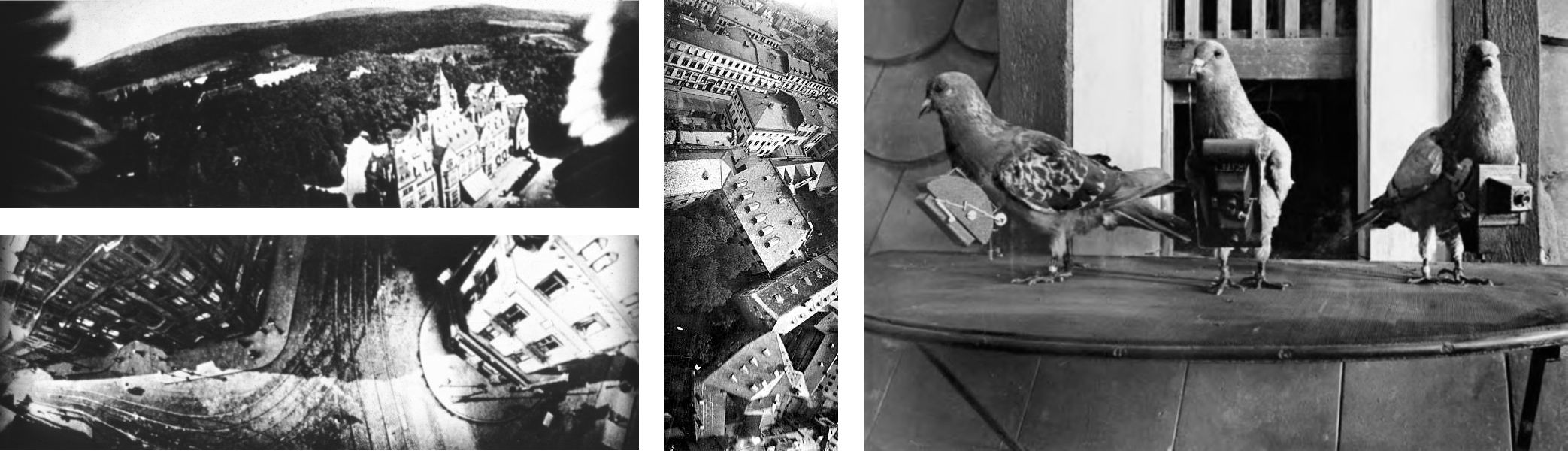
Góra-lewa: Zdjęcie z lotu ptaka Schlosshotel Kronberg (na zdjęciu widać skrzydła gołębia robiącego zdjęcie). Dół-lewa i środek: Frankfurt. Prawa: Gołębie z przyczepionymi aparatami.